# IC 4297
IC 4297 ist eine Balken-Spiralgalaxie vom Hubble-Typ SBa im Sternbild Coma Berenices am Nordsternhimmel. Sie ist schätzungsweise 341 Millionen Lichtjahre von der Milchstraße entfernt.
Das Objekt wurde am 12. Juni 1895 vom französischen Astronomen Stéphane Javelle entdeckt.